# Zhejral
Zhejral este o arie protejată (arie specială de conservare — SAC, sit de importanță comunitară — SCI) din Republica Cehă întinsă pe o suprafață de 154,11 ha, integral pe uscat.

## Localizare
Centrul sitului Zhejral este situat la coordonatele 49°13′00″N 15°18′55″E / 49.216667°N 15.315278°E.

## Înființare
Situl Zhejral a fost declarat sit de importanță comunitară în aprilie 2005 pentru a proteja un număr necunoscut de specii din flora spontană și fauna sălbatică aflate în arealul zonei. Situl a fost protejat și ca arie specială de conservare în februarie 2016.

## Biodiversitate
Situată în ecoregiunea continentală, aria protejată conține 3 habitate naturale: Ape stătătoare oligotrofe până la mezotrofe, cu vegetație de Littorelletea uniflorae și/sau de Isoëto-Nanojuncetea, Mlaștini turboase de tranziție și turbării mișcătoare, Formațiuni ierboase bogate în specii de Nardus, dezvoltate pe substraturi silicioase în zone montane (și în zone submontane, în Europa continentală).
La baza desemnării sitului se află un număr nedeclarat de specii protejate.